# 金剛巌 (2世)
二世金剛 巌（こんごう いわお、1924年（大正13年）12月23日 - 1998年（平成10年）8月1日）は、シテ方金剛流能楽師。二十五世金剛流宗家。
初世の3男として京都に生まれる。父に師事。父の死後、長男、次男と相次いで亡くなり、二十五世宗家を嗣ぐ。二十六世金剛流宗家金剛永謹を子に、孫に金剛龍謹をもつ。1991年紫綬褒章受章。

## 作品

### 追悼出版
- 『我忘吾』（2000年）

### CD
- 金剛流祝言小謡集（金剛巌／金剛永謹、日本コロムビア 1995年）

### DVD
- 能楽名演集「仕舞一調舞囃子集」／舞囃子『船弁慶 白波之伝』、NHKエンタープライズ